# Leichtathletik-U20-Weltmeisterschaften

Leichtathletik-U20-Weltmeisterschaften (offizielle Bezeichnung: World Athletics U20 Championships, vorm.: IAAF World U20 Championships), bis November 2015 als Leichtathletik-Juniorenweltmeisterschaften (vorm. offizielle Bezeichnung: IAAF World Junior Championships in Athletics) bezeichnet, werden seit 1986 im zweijährlichen Turnus vom Leichtathletikweltverband World Athletics ausgerichtet. Teilnahmeberechtigt sind Athleten unter 20 Jahren (kurz: U20).

## Übersicht
| Jahr | Stadt           | Land                | Datum                 | Stadion                                         | Sportler | Nationen |
| 1986 | Athen           | Griechenland        | 16. bis 20. Juli      | Olympiastadion                                  | 1135     | 142      |
| 1988 | Greater Sudbury | Kanada              | 27. bis 31. Juli      | Laurentian University Stadium                   | 1024     | 123      |
| 1990 | Plowdiw         | Bulgarien           | 8. bis 12. Aug.       | Deveti-Septemvri-Stadion                        | 987      | 87       |
| 1992 | Seoul           | Südkorea            | 16. bis 20. Sep.      | Olympiastadion                                  | 954      | 90       |
| 1994 | Lissabon        | Portugal            | 20. bis 24. Juli      | Estádio Universitário de Lisboa                 | 1139     | 143      |
| 1996 | Sydney          | Australien          | 20. bis 25. Aug.      | Sydney International Athletic Centre            | 1049     | 142      |
| 1998 | Annecy          | Frankreich          | 28. Juli bis 2. Aug.  | Parc des Sports                                 | 1156     | 169      |
| 2000 | Santiago        | Chile               | 17. bis 22. Okt.      | Estadio Nacional de Chile                       | 1122     | 151      |
| 2002 | Kingston        | Jamaika             | 16. bis 21. Juli      | Independence Park                               | 1069     | 159      |
| 2004 | Grosseto        | Italien             | 12. bis 18. Juli      | Stadio Carlo Zecchini                           | 1261     | 168      |
| 2006 | Peking          | Volksrepublik China | 15. bis 20. Aug.      | Chaoyang-Sportzentrum                           | 1350     | 176      |
| 2008 | Bydgoszcz       | Polen               | 8. bis 13. Juli       | Zdzisław-Krzyszkowiak-Stadion                   | 1408     | 165      |
| 2010 | Moncton         | Kanada              | 19. bis 25. Juli      | Moncton Stadium                                 | 1408     | 163      |
| 2012 | Barcelona       | Spanien             | 10. bis 15. Juli      | Estadi Olímpic Lluís Companys                   | 1856     | 180      |
| 2014 | Eugene          | Vereinigte Staaten  | 22. bis 27. Juli      | Hayward Field                                   | 1540     | 167      |
| 2016 | Bydgoszcz       | Polen               | 19. bis 24. Juli      | Zdzisław-Krzyszkowiak-Stadion                   | 1512     | 157      |
| 2018 | Tampere         | Finnland            | 10. bis 15. Juli      | Ratina-Stadion                                  | 1462     | 156      |
| 2020 | Nairobi         | Kenia               | 18. bis 22. Aug. 2021 | Moi International Sports Complex                | 958      | 116      |
| 2022 | Cali            | Kolumbien           | 2. bis 7. Aug.        | Estadio Olímpico Pascual Guerrero               |          |          |
| 2024 | Lima            | Peru                | 20. bis 25. Aug.      | Estadio Atlético de la Villa Deportiva Nacional |          |          |
| 2026 | Eugene          | Vereinigte Staaten  |                       | Hayward Field                                   |          |          |

## Meisterschaftsrekorde

### Männer
Quelle: World Athletics
| Disziplin            | Rekord                   | Athlet                                                                      | Datum              | Ort       |
| -------------------- | ------------------------ | --------------------------------------------------------------------------- | ------------------ | --------- |
| 100 m                | 9,91 s (+0,8 m/s) WU20R  | Letsile Tebogo                                                              | 2. August 2022     | Cali      |
| 200 m                | 19,96 s (−1,0 m/s)       | Blessing Afrifah                                                            | 4. August 2022     | Cali      |
| 200 m                | 19,96 s (−1,0 m/s)       | Letsile Tebogo                                                              | 4. August 2022     | Cali      |
| 400 m                | 44,58 s                  | Anthony Pesela                                                              | 21. August 2021    | Nairobi   |
| 800 m                | 1:43,76 min              | Emmanuel Wanyonyi                                                           | 22. August 2021    | Nairobi   |
| 1500 m               | 3:35,53 min              | Abdalaati Iguider                                                           | 15. Juli 2004      | Grosseto  |
| 3000 m               | 7:42,09 min              | Tadese Worku                                                                | 18. Juli 2021      | Nairobi   |
| 5000 m               | 13:08,57 min             | Abreham Cherkos                                                             | 13. Juli 2008      | Bydgoszcz |
| 10.000 m             | 27:21,08 min             | Rhonex Kipruto                                                              | 10. Juli 2018      | Tampere   |
| 110 m Hürden (99 cm) | 12,72 s (+1,0 m/s) WU20R | Sasha Zhoya                                                                 | 21. August 2021    | Nairobi   |
| 400 m Hürden         | 48,51 s                  | Kerron Clement                                                              | 16. Juli 2004      | Grosseto  |
| 3000 m Hindernis     | 8:06,10 min              | Conseslus Kipruto                                                           | 15. Juli 2012      | Barcelona |
| 4 × 100 m Staffel    | 38,51 s WU20R            | Mihlali Xhotyen Sinesipho Dambile Letlhogonolo Moleyane Benjamin Richardson | 22. August 2021    | Nairobi   |
| 4 × 400 m Staffel    | 3:01,09 min WU20R        | Brandon Johnson LaShawn Merritt Jason Craig Kerron Clement                  | 18. Juli 2004      | Grosseto  |
| 10.000 m Bahngehen   | 39:24,58 min             | Rayen Cherni                                                                | 30. August 2024    | Lima      |
| Hochsprung           | 2,37 m WU20R             | Dragutin Topić                                                              | 12. August 1990    | Plowdiw   |
| Hochsprung           | 2,37 m WU20R             | Steve Smith                                                                 | 20. September 1992 | Seoul     |
| Stabhochsprung       | 5,82 m                   | Armand Duplantis                                                            | 14. Juli 2018      | Tampere   |
| Weitsprung           | 8,20 m                   | James Stallworth                                                            | 9. August 1990     | Plowdiw   |
| Dreisprung           | 17,27 m (0,0 m/s)        | Jaydon Hibbert                                                              | 5. August 2022     | Cali      |
| Kugelstoßen (6 kg)   | 22,20 m                  | Jacko Gill                                                                  | 22. Juli 2012      | Barcelona |
| Diskuswurf (1,75 kg) | 69,81 m                  | Mykolas Alekna                                                              | 22. August 2021    | Nairobi   |
| Hammerwurf (6 kg)    | 85,57 m WU20R            | Ashraf Amgad el-Seify                                                       | 14. Juli 2012      | Barcelona |
| Speerwurf            | 86,48 m WU20R            | Neeraj Chopra                                                               | 23. Juli 2016      | Bydgoszcz |
| Zehnkampf            | 8425 Punkte              | Tomas Järvinen                                                              | 30. August 2024    | Lima      |

### Frauen
Quelle: World Athletics
| Disziplin          | Rekord             | Athletin                                                         | Datum           | Ort       |
| ------------------ | ------------------ | ---------------------------------------------------------------- | --------------- | --------- |
| 100 m              | 10,95 s (−0,1 m/s) | Tina Clayton                                                     | 3. August 2022  | Cali      |
| 200 m              | 21,84 s (+1,1 m/s) | Christine Mboma                                                  | 21. August 2021 | Nairobi   |
| 400 m              | 50,50 s            | Ashley Spencer                                                   | 13. Juli 2012   | Barcelona |
| 800 m              | 1:59,13 min        | Roisin Willis                                                    | 3. August 2022  | Cali      |
| 1500 m             | 4:04,27 min        | Birke Haylom                                                     | 6. August 2022  | Cali      |
| 3000 m             | 8:41,76 min        | Beyenu Degefa                                                    | 20. Juli 2016   | Bydgoszcz |
| 5000 m             | 14:39,71 min       | Medina Eisa                                                      | 27. August 2024 | Lima      |
| 100 m Hürden       | 12,77 s (+0,2 m/s) | Kerrica Hill                                                     | 6. August 2022  | Cali      |
| 400 m Hürden       | 54,70 s            | Lashinda Demus                                                   | 19. Juli 2002   | Kingston  |
| 3000 m Hindernis   | 9:12,71 min        | Sembo Almayew                                                    | 29. August 2024 | Lima      |
| 4 × 100 m Staffel  | 42,59 s            | Serena Cole Tina Clayton Kerrica Hill Tia Clayton                | 5. August 2022  | Cali      |
| 4 × 400 m Staffel  | 3:27,60 min WU20R  | Alexandria Anderson Ashlee Kidd Stephanie Smith Natasha Hastings | 18. Juli 2004   | Grosseto  |
| 10.000 m Bahngehen | 42:47,25 min WU20R | Anežka Drahotová                                                 | 23. Juli 2014   | Eugene    |
| Hochsprung         | 2,00 m             | Alina Astafei                                                    | 29. Juli 1988   | Sudbury   |
| Stabhochsprung     | 4,55 m             | Angelica Moser                                                   | 21. Juli 2016   | Bydgoszcz |
| Weitsprung         | 6,82 m             | Fiona May                                                        | 30. Juli 1988   | Sudbury   |
| Dreisprung         | 14,62 m WU20R      | Teresa Marinowa                                                  | 25. August 1996 | Sydney    |
| Kugelstoßen        | 18,76 m            | Cheng Xiaoyan                                                    | 21. Juli 1994   | Lissabon  |
| Diskuswurf         | 68,48 m            | Ilke Wyludda                                                     | 31. Juli 1988   | Sudbury   |
| Hammerwurf         | 71,64 m            | Silja Kosonen                                                    | 21. August 2021 | Nairobi   |
| Speerwurf          | 63,52 m            | Adriana Vilagoš                                                  | 2. August 2022  | Cali      |
| Siebenkampf        | 6470 Punkte        | Carolina Klüft                                                   | 20. Juli 2002   | Kingston  |

### Mixed
| Disziplin         | Rekord      | Athleten                                                   | Datum          | Ort  |
| ----------------- | ----------- | ---------------------------------------------------------- | -------------- | ---- |
| 4 × 400 m Staffel | 3:17,69 min | Charlie Bartholomew Madison Whyte Will Sumner Kennedy Wade | 2. August 2022 | Cali |

## Ewiger Medaillenspiegel
Insgesamt wurden bei Leichtathletik-U20-Weltmeisterschaften 861 Gold-, 876 Silber- und 866 Bronzemedaillen von Athleten aus 111 Ländern gewonnen. Die nachfolgende Tabelle enthält die 20 erfolgreichsten Nationen in lexikographischer Ordnung (Stand: nach den Leichtathletik-U20-Weltmeisterschaften 2024)
| Platz | Land                            | Gold | Silber | Bronze | Total |
| ----- | ------------------------------- | ---- | ------ | ------ | ----- |
| 01    | Vereinigte Staaten              | 123  | 88     | 68     | 279   |
| 02    | Kenia                           | 92   | 73     | 54     | 219   |
| 03    | Äthiopien                       | 52   | 53     | 34     | 139   |
| 04    | Volksrepublik China             | 43   | 48     | 37     | 128   |
| 05    | Russland                        | 43   | 32     | 26     | 101   |
| 06    | Jamaika                         | 40   | 52     | 43     | 135   |
| 07    | Deutschland                     | 34   | 41     | 40     | 115   |
| 08    | Vereinigtes Königreich          | 31   | 27     | 40     | 98    |
| 09    | Kuba                            | 29   | 33     | 24     | 86    |
| 10    | Südafrika                       | 24   | 19     | 19     | 62    |
| 11    | Deutsche Demokratische Republik | 22   | 10     | 18     | 50    |
| 12    | Rumänien                        | 20   | 19     | 15     | 54    |
| 13    | Frankreich                      | 18   | 18     | 18     | 54    |
| 14    | Sowjetunion                     | 18   | 16     | 22     | 56    |
| 15    | Australien                      | 15   | 31     | 33     | 79    |
| 16    | Nigeria                         | 14   | 13     | 10     | 37    |
| 17    | Finnland                        | 13   | 13     | 17     | 43    |
| 18    | Bulgarien                       | 13   | 6      | 7      | 26    |
| 19    | Schweden                        | 12   | 12     | 8      | 32    |
| 20    | Polen                           | 11   | 21     | 21     | 53    |